# George Jorck
George Jorck (født 13. februar 1865 i København, død 10. marts 1955) var en dansk konsul og fondsstifter, bror til Knud Jorck.
Han var søn af grosserer Reinholdt W. Jorck og hustru Vilhelmine f. Bøy, blev uddannet i faderens forretning (kolonial en gros), drev forretningsvirksomhed i London (import af levnedsmidler) 1886-1914, opholdt sig i København 1914-19 og i Sydfrankrig fra 1919. Han blev dansk konsul for Monaco 1931, var Ridder af Dannebrog og Dannebrogsmand.
Han blev gift 25. april 1896 med Emma f. Plougmann (8. november 1875 i København – 1942), datter af møllebygger Kristian Plougmann.
Ved en fundats af 20. februar 1953 stiftede han Konsul George Jorck og Hustru Emma Jorck's Fond. Fondskapitalen hidrører fra arv efter legatstifteren og dennes ægtefælle, konsulinde Emma Jorck. Han var tillige grundlægger af Konsulinde Jorcks Feriehjem for børn i Liseleje 1945 og af et feriehjem for børn "Parcelgaarden" i Rågeleje og var viceærespræsident i Prins Valdemar og Prinsesse Maries Fond.